# Grassau (Schönewalde)
Grassau ist ein Ortsteil der Stadt Schönewalde im Landkreis Elbe-Elster in Brandenburg.

## Lage
Der Ort liegt südwestlich der Kernstadt Schönewalde an der Einmündung der K 6250 in die K 6249. Unweit westlich verläuft die B 101, in die nördlich die B 187 und südlich die B 87 einmündet.

## Bevölkerungsentwicklung
| 1875 | 400 |  | 1946 | 534 |  | 1989 | 330 |  | 1995 | 311 |
| 1890 | 430 |  | 1950 | 516 |  | 1990 | 329 |  | 1996 | 317 |
| 1910 | 420 |  | 1964 | 416 |  | 1991 | 335 |  | 1997 | 306 |
| 1925 | 405 |  | 1971 | 410 |  | 1992 | 328 |  | 1998 |     |
| 1933 | 402 |  | 1981 | 348 |  | 1993 | 326 |  | 1999 |     |
| 1939 | 375 |  | 1985 | 338 |  | 1994 | 309 |  | 2000 |     |

## Sehenswürdigkeiten

### Baudenkmale
In der Liste der Baudenkmale in Schönewalde sind für Grassau drei Baudenkmale aufgeführt:
- die evangelische Dorfkirche aus der zweiten Hälfte des 13. Jahrhunderts, ein rechteckiger Feldsteinbau; das nebenstehende hölzerne Glockenhaus aus jüngerer Zeit; im Inneren der Kirche ein Kanzelaltar aus der zweiten Hälfte des 18. Jahrhunderts
- ein Mittelbauerngehöft, das aus Wohnhaus, Auszüglerhaus mit Stallspeicher und Durchfahrtsscheune besteht (Hauptstraße 16)
- die Durchfahrtsscheune eines Kleinbauerngehöfts (Hauptstraße 53)